# Laelia ochripalpis
Laelia ochripalpis är en fjärilsart som beskrevs av Embrik Strand 1914. Laelia ochripalpis ingår i släktet Laelia och familjen tofsspinnare. Inga underarter finns listade i Catalogue of Life.